# 2013年中华人民共和国腐败案件
2013年中华人民共和国腐败案件，是指2013年间发生、揭发、审理或审判的中华人民共和国、中国共产党的贪污、腐败案件。
因网络反腐中国大陆公务员领导中陕北房姐、河南房妹、广东房叔等贪腐案件频被爆出，仅在中共十八大后到2013年初期间，广州官员抛售豪华住宅4880套，杭州官员紧急卖出412栋别墅，上海官员抛售豪华住宅4755套。

## 1月
- 1月10日，寧波市紀委發布信息，寧波市人力資源和社會保障局黨委書記、局長金俊傑涉嫌嚴重違紀，目前正接受組織調查。
- 1月11日，深圳市衛生和人口計劃生育委員會主任江捍平（1957年8月出生），涉嫌嚴重違紀，被深圳市人大常委會免職，正接受調查。2月6日，被逮捕。
- 1月15日，廣東省紀委通報，汕尾市委常委、政法委書記陳增新因嚴重違紀被開除黨籍、公職，其涉嫌犯罪問題及線索已移送司法機關。
- 1月15日，原湖北省委常委兼政法委書記、現任湖北省人大常委會副主任吳永文日，前被中央紀委帶走調查。
- 1月15日，山西省政協委員、常委郭勇飛因嚴重違紀，被撤銷了十屆省政協委員和常務委員資。
- 1月15日，內蒙古自治區紀委通報，巴彥淖爾市政府原秘書長李茂龍因嚴重違紀問題，被巴彥淖爾市紀委、監察局開除黨籍、開除公職。
- 1月21日，廣州市紀委官方微博證實，中共從化市委副書記、市長郭清和及廣州市林業和園林局副局長劉燕堂，涉嫌嚴重違紀，目前正接受組織調查。
- 1月22日，山東省紀委表示，省農業廳副廳長單增德以及聊城市政府辦公室前工會主任杜澤勇，已被立案調查。
- 1月24日，警方着手调查前榆林人大代表、神木县农村商业银行副行长龚爱爱（常被网民称为“房姐”）四个户口问题，神木公安局副局长被撤职。
- 1月24日，因赵红霞偷拍她与重庆九龙坡区委书记彭智勇、重庆市地产集团董事长周天云等10名党政干部、国有企业负责人性交视频，致此批官员被免职。
- 1月29日，中共廣東省紀委通報稱，中共廣東省雲浮市委常委、常務副市長（副廳級）馮湘勇因嚴重違紀，被開除黨籍和行政開除處分。
- 1月29日，中共廣東省紀委通報稱，廣東國土資源廳副廳長呂英明因嚴重違紀日，前被開除黨籍。
- 1月29日，安徽省紀委通報，因嚴重違紀違法問題，安徽軍工集團董事長黃小虎正在被立案調查。馬鋼集團黨委副書記趙建明嚴重違紀違法問題立案調查。

## 2月
- 2月3日，深圳市建築工務署黨組成員、副署長葉虔涉嫌嚴重違紀違法，已被市紀委立案。
- 2月8日，中共前廣東省委統戰部長周鎮宏因為嚴重違紀違法，被開除黨籍和公職。
- 2月8日，深圳市人民檢察院發布，2月1日，已對深圳市衞生和人口計劃生育委員會前黨組書記、主任江捍平以及深圳市建築工務署前副署長葉虔以涉嫌行賄罪及受賄罪分別立案偵查，並於同日，對兩人作出刑事拘留。
- 2月28日，廣東揭陽市副市長鄭松標涉嫌嚴重違紀，正在接受組織調查。

## 3月
- 3月18日，深圳前副市長梁道行因嚴重違紀並涉嫌犯罪，被廣東省紀委開除黨籍，並移送司法機關處理。
- 3月18日，東莞市委原副秘書長、石碣鎮原黨委書記劉始團因嚴重違紀被開除黨籍和公職。

## 4月
- 4月26日，廣東省紀委有關負責人證實，廣東省人大常委會副秘書長、省海洋與漁業局前局長李珠江，因涉嫌嚴重違紀正接受組織調查。

## 5月
- 5月6日，經中共廣東省委批准，中共廣東省紀委對廣東省司法廳原黨委副書記、巡視員王承魁嚴重違紀問題進行了立案檢查。
- 5月9日，廣東省紀委有關負責人證實，肇慶市委常委劉龍平，因涉嫌嚴重違紀，于近日，接受組織調查。
- 5月10日，江西省紀委有關負責人透露，南昌大學黨委副書記、校長周文斌涉嫌嚴重違紀，正在接受組織調查。
- 5月10日，佛山市紀委宣布，高明區人大常委會原常務副主任陸幟然嚴重違紀、涉嫌犯罪，遭到開除黨籍、開除公職處分，移送司法機關處理。
- 5月10日，中共邵陽市紀委對新邵縣政協主席、黨組書記周培中涉嫌嚴重違紀問題立案調查。
- 5月12日，中共中央紀律檢查委員會證實，國家發展和改革委員會副主任劉鐵男涉嫌嚴重違紀，目前正接受組織調查。
- 5月18日，中紀委負責東北事務的巡視組宣佈對大连市中级人民法院院長李威的違法違紀行為進行調查。

## 6月
- 6月3日，中央紀律檢查委員會指，安徽省原副省長倪發科涉嫌嚴重違紀，目前正接受組織調查。
- 6月4日，江西省交通運輸廳黨委委員、副廳長許潤龍涉嫌嚴重違紀，目前正在接受組織調查。
- 6月8日，吉林省通化市住房公積金管理中心前書記、主任車世剛、中心副主任姜德利、主任助理由貴義、行政科科長蘆紅林等多名官員以涉嫌受賄罪的名義被通化市檢察院批准逮捕
- 6月20日，白雲區區委常委、常務副區長鍾向東、廣州市林業和園林局黨委委員、總工程師翟晉華因涉嫌嚴重違紀，市紀委對其進行了立案查處，
- 6月21日，洞口縣人民政府副縣級幹部米小碧因涉嫌嚴重違紀問題，被邵陽市紀委立案調查。
- 6月23日，四川省文聯主席郭永祥涉嫌嚴重違紀，目前正接受組織調查，曾任四川省委常委、四川省政府副省長。長期任中共前政治局常委、中央政法委書記周永康的秘書。
- 6月25日，廣東省檢察院通報，廣東揭陽市委原書記陳弘平亦因涉嫌受賄罪，被省人民檢察院依法逮捕，目前案件正在進一步偵查中。
- 6月27日，廣州國際集團原副總經理黃志紅、廣州日，報社原副社長梁泉因涉嫌違法違紀問題被撤銷市政協委員資格，二人因涉嫌嚴重經濟違紀已被紀檢機關立案查處。
- 6月30日，內蒙古自治區黨委常委、統戰部部長王素毅涉嫌嚴重違紀，目前正接受組織調查，出生於1961年的王素毅，則系60後副部級官員群體中的首名落馬官員。

## 7月
- 7月5日，雲南省紀委獲悉，雲南錫業集團(控股)有限責任公司黨委書記、董事長雷毅因涉嫌嚴重違紀，已被立案調查。
- 7月6日，中紀委今日，宣佈，廣西壯族自治區政協副主席、區總工會主席李達球因涉嫌嚴重違紀，現正接受調查。
- 7月8日，因贪污8亿元人民币[3]、374套房[4]一审铁道部原部长刘志军被判处死刑、缓期两年执行，并没收全部个人财产，刘志军受审表示不会上诉。
- 7月10日，廣東紀委發布通報，廣東省人大常委會副秘書長、省海洋與漁業局原局長李珠江嚴重違紀被開除黨籍公職，移送司法機關依法處理。[5]
- 7月11日，貴州省安順市市長王術君，涉嫌違紀，正接受調查，舉報人陸炫傑也在配合調查。
- 7月23日，廣東省茂名市前市委書記羅蔭國被中山市中級法院一審判處死刑，緩期兩年執行。法院裁定，羅蔭國有5000餘萬元（人民幣‧下同）的巨額財產來源不明，同時受賄2000餘萬元。羅表示不會上訴。
- 7月26日，廣東紀檢監察網發布消息稱，省紀委有關負責人證實，廣東省科學技術廳廳長李興華已被省紀委帶走調查。

## 8月
- 8月4日，三明市政協副主席呂凱明涉嫌嚴重違紀，被撤省政協委員。
- 8月8日，上海市纪委、市高院党组和有关部门决定，给予参加嫖娼的法官赵明华、陈雪明、倪政文开除党籍处分，由市高院提请市人大常委会按法律规定撤销其审判职务，开除公职。给予王国军留党察看两年处分，提请免去审判职务，撤职处分。给予郭祥华开除党籍处分，相关企业给予其撤职处分并解除劳动合同。近年来，司法人员嫖娼强奸案件增多，例如浙江台州温岭警察陈昌涛，在办公室里强奸涉嫌卖淫的未成年女子冯某，被浙江省温岭市人民法院一审以强奸罪判处有期徒刑六年六个月。杭州市桐庐县分水镇派出所警察集体嫖娼等案件都收到处分，消除恶劣影响。
- 8月8日，中共中央紀委對國家發展和改革委員會原副主任、國家能源局原局長劉鐵男立案調查後，確認劉利用職務為他人牟取利益
- 8月26日，11時，監察部網站昨證實，第十八屆中共中央候補委員，中國石油天然氣集團公司副總經理、大慶油田有限責任公司總經理王永春涉嫌嚴重違紀，正接受中紀委調查。
- 8月28日，廣州市科技和信息化局局長謝學寧涉嫌嚴重經濟違紀錯誤，被立案調查，將移送司法機關處理，被市人大常委會審議免去廣州市科技和信息化局局長職務。
- 8月27日，國務院國資委消息。中國石油天然氣集團公司副總經理李華林、中國石油天然氣股份有限公司(601857.SH)副總裁兼長慶油田分公司總經理冉新權、中國石油天然氣股份有限公司總地質師兼勘探開發研究院院長王道富等3人涉嫌嚴重違紀，目前正接受組織調查。

## 9月
- 9月1日，《新華網》和《中央電視台》今早11時同時報道，從中央紀委獲悉國務院國有資產監督管理委員會主任、黨委副書記蔣潔敏涉嫌嚴重違紀，目前正接受組織調查。
- 9月2日，前副部長級官員、前吉林省常務副省長田學仁。田學仁涉嫌在十六年間，利用職務便利，為十人在企業經營、工作調動、子女入學和職務提拔等方面提供便利，非法收受總值逾一千九百萬元款項，已被北京市检察院一分院提起公诉。
- 9月2日，湖南省紀委對湖南第一師範學院院長金瀟明涉嫌違紀問題立案調查。
- 9月9日，上海市紀委對松江區委常委、副區長王軍進行了立案檢查。
- 9月12日，天津燃氣集團董事長金建平因嚴重違紀，目前正接受組織調查。
- 9月17日，黑龍江省農墾總局綏化管理局原局長、黑龍江省農墾總局副巡視員於勝軍(副廳級)嚴重違紀被開除黨籍，移送司法機關。
- 9月17日，湖南省永州市紀委對江華瑤族自治縣政協副主席解成華涉嫌嚴重違紀立案調查。
- 9月18日，四川省蓬安縣縣委書記袁菱涉嫌嚴重違紀，目前正接受組織調查。
- 9月18日，齊齊哈爾市委常委、秘書長鄧曉軍（副廳級），密山市委書記王吉利因涉嫌嚴重違紀，目前正在接受組織 。
- 9月18日，山西省檢察院副檢察長文曉平等人違反規定參加由私營企業老板支付費用的奢靡娛樂活動，經山西省紀委調查核實，山西省委對文曉平、常向東、李書民等三名檢察機關領導幹部作出了嚴肅的違紀處理決定。
- 9月22日，湘西自治州紀委對鳳凰縣人大正處級幹部吳鳳齊涉嫌嚴重違紀問題立案調查。
- 9月23日，國營白雲農工商聯合公司總經理張新華，因涉嫌嚴重經濟違紀問題被廣州市紀委立案查處，經初步核實，張新華收受賄賂、侵吞國有資產逾三億元（人民幣‧下同），當局現正進一步調查事件。

## 10月
- 10月11日，根據中央紀委監察部網站公布，中國外文局副局長齊平景涉嫌嚴重違紀違法，目前正接受組織調查。
- 10月11日，湖南科技學院黨委書記佘國華涉嫌嚴重違紀問題被湖南省紀委立案調查。
- 10月15日，廣西壯族自治區紀律檢查委員會對廖小波嚴重違紀違法問題進行了立案調查。
- 10月16日，中共重慶市銅梁縣委書記高必金，重慶城口縣人大常委會主任于少東，中共重慶永川區委常委董乃軍涉嫌嚴重違紀，目前正接受中共重慶市紀委調查。
- 中國官方新華社星期四（10月17日）引中紀委官員證實，南京市委副書記、市長季建業因涉嚴重違紀違法正在接受調查。
- 10月28日，中央紀委監察部官方網站公告，貴州省委常委、遵義市委書記廖少華涉嫌嚴重違紀違法，目前正接受組織調查。

## 11月
- 11月1日，據中紀委監察部網站消息，北京市第一中級人民法院1日，上午對吉林省原常務副省長田學仁受賄案一審宣判，認定田學仁犯受賄罪，判處無期徒刑，剝奪政治權利終身，並處沒收個人全部財產。
- 11月5日， 據中紀委監察部網站消息，遼寧省廣播電視台前任台長史聯文涉嫌嚴重違紀，近日，被遼寧省紀委立案調查。
- 11月28日，記者從中央紀委獲悉，國家信訪局黨組成員、副局長許傑涉嫌嚴重違紀違法，目前正接受組織調查。
- 11月30日，中共中央組織部宣佈，湖北省副省長郭有明因涉嫌嚴重違紀被調查的已被免去領導職務。

## 12月
- 12月2日，中國出口信用保險公司（中國信保）副總經理戴春寧涉嫌嚴重違紀違法，目前正接受組織調查。
- 12月2日，廣西柳州鋼鐵(集團)董事長、黨委書記梁景理涉嫌嚴重違紀，廣西壯族自治區紀委決定對其立案檢查。
- 12月6日，江西省人大常委會副主任、省總工會主席陳安眾，因涉嫌嚴重違紀違法，目前正接受組織調查。
- 12月12日，四川省紀委對四川省農村能源辦公室原主任屈鋒嚴重違紀違法問題進行了立案調查。
- 12月13日，南充市公共交通有限責任公司原董事長、總經理、黨委書記羅濤嚴重違紀，其中部分問題已涉嫌犯罪。日，前，市紀委已將羅濤移送司法機關處理。
- 12月13日，河北省紀委對廊坊市委常委、政法委書記肖雙勝涉嫌嚴重違紀違法問題，正在立案調查。
- 12月14日，中共中央紀律檢查委員會宣佈，原廣東省國家稅務局局長李永恆涉嫌嚴重違紀，正接受組織調查。
- 12月16日，四川省雅安市委常委、常務副市長蒲忠因涉嫌嚴重違紀，目前正接受組織調查。
- 12月16日，江蘇省紀委對南通農業職業技術學院黨委書記程曉強（副廳級）涉嫌嚴重違紀違法問題立案調查。目前，程曉強正在接受組織審查。
- 12月18日，四川大學黨委常委副校長安小予涉嫌嚴重違紀接受組織調查。
- 12月19日，廣州市副市長、增城市委書記曹鑒燎因涉嫌嚴重違紀問題，經中共廣東省紀委研究，並報中共廣東省委批准，對其立案檢查。
- 12月20日，中紀委網站發布消息，中央防範和處理邪教問題領導小組副組長、辦公室主任，公安部黨委副書記、副部長(正部长级)李東生，涉嫌嚴重違紀違法受查，但未披露詳情。
- 12月20日，廣東汕頭前市委書記、深圳市前政協副主席黃志光，因受賄及非法持有七枝槍，在廣州中院一審被判有期徒刑十四年，沒收五十萬元財產。
- 12月20日，河北省紀委對邯鄲大名縣縣委書記邊飛（副廳級）涉嫌嚴重違紀違法問題，正在立案調查。
- 12月21日，湖南省政協副主席童名謙涉嫌嚴重違紀違法被免去職務並接受調查。
- 12月25日，紀委通報稱，成都投資控股集團有限公司董事長、黨委書記吳忠耘涉嫌嚴重違紀，目前正在接受組織調查。
- 12月27日，現屆全國政協經濟委員會副主任楊剛涉嫌嚴重違紀違法，目前正接受黨內調查，是十八大以來受查的第17名省部級官員。
- 12月27日，中共中央紀委對中國外文局原副局長齊平景嚴重違紀違法問題進行了立案調查。
- 12月29日，四川省政協主席李崇禧涉嫌嚴重違紀違法接受組織調查。